# Индустријска зона Страда Пер Лено (Бреша)
Индустријска зона Страда Пер Лено је насеље у Италији у округу Бреша, региону Ломбардија.
Према процени из 2011. у насељу је живело 104 становника. Насеље се налази на надморској висини од 65 м.